# Mansuetus
Sankt Mansuetus (franska: Mansuy), död 375, var den förste biskopen av Tullum Leucorum (sedermera Toul, i nuvarande Frankrike). Han tros vara av iriskt eller skotskt ursprung. Efter teologiska studier i Rom sändes han av påven Damasus I för att evangelisera Gallien, och blev den första biskopen av Toul år 365.